# Thure Bergentz

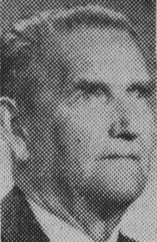
Thure Bergentz.

Thure Gustaf Bergentz, född 26 april 1892 i Hannäs i nuvarande Östergötlands län, död 5 maj 1965 i Stockholm, var en svensk arkitekt och stadsplanerare. Från 1929 var han medarbetare till stadsplanedirektören Albert Lilienberg.

## Biografi

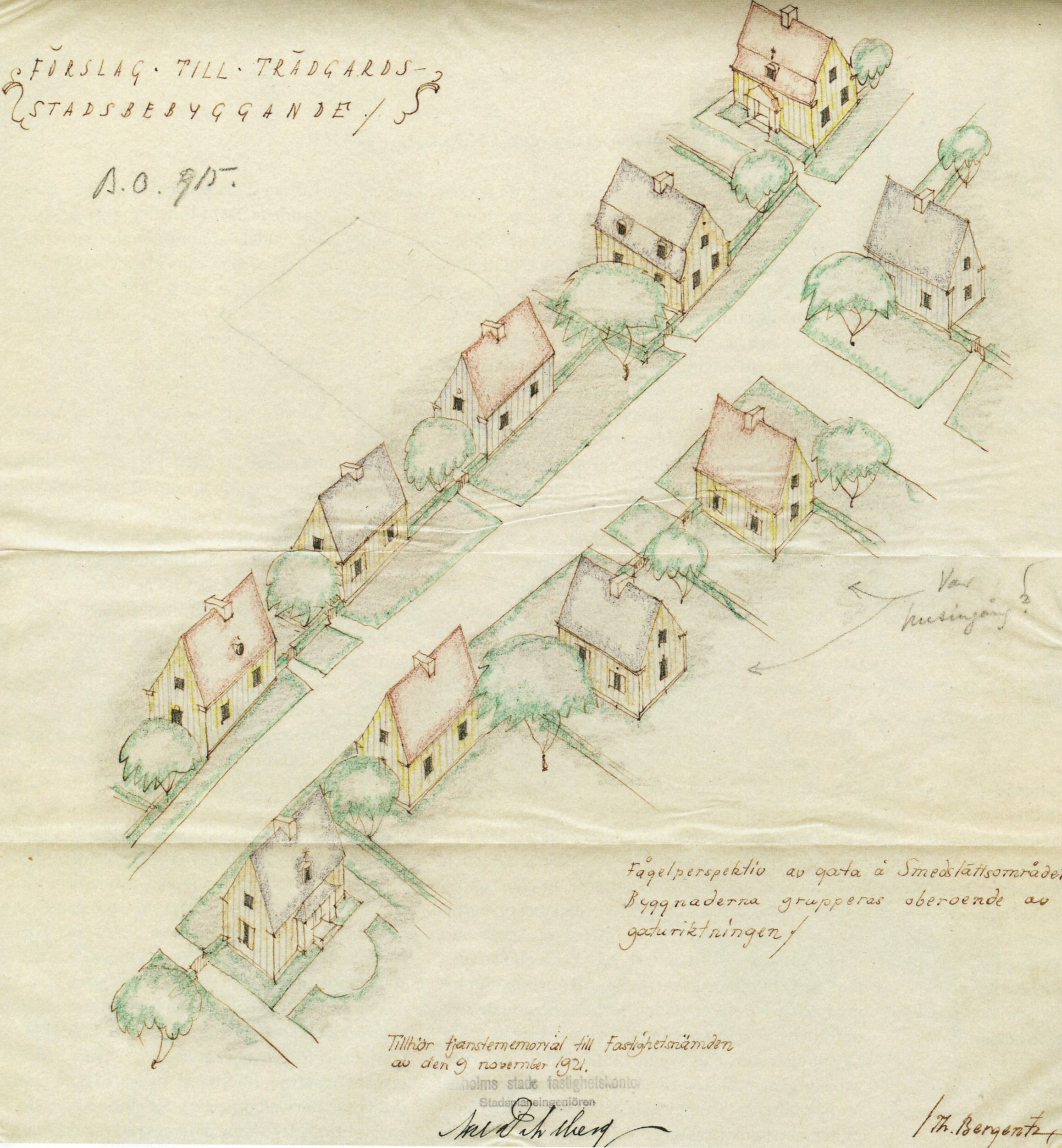
Förslag till trädgårdsstadsbyggande i Smedslätten, undertecknat av Thure Bergentz och Axel Dahlberg, 1921.

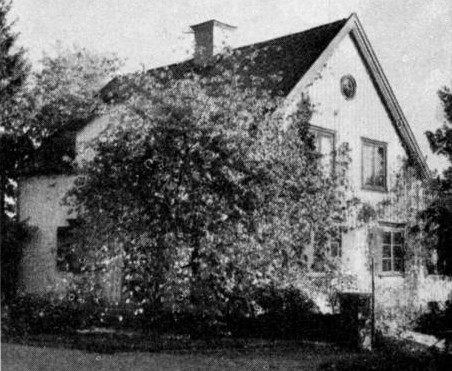
Fastighetsdirektör Axel Dahlbergs villa på Bergviksvägen 37 i Smedslätten, Bromma, byggdes 1922. Arkitekt var Thure Bergentz.

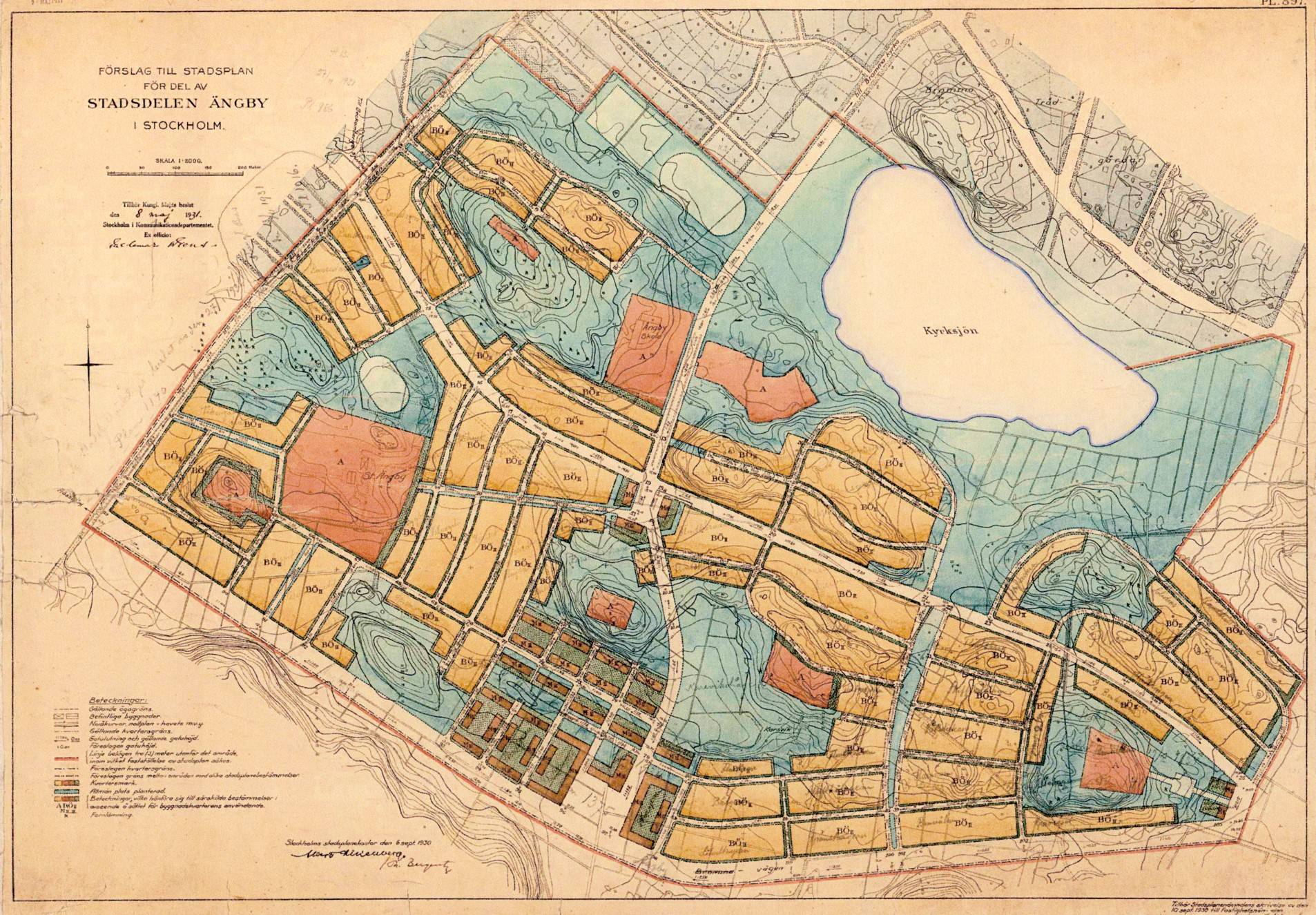
Stadsplan för Norra Ängby, 1930.

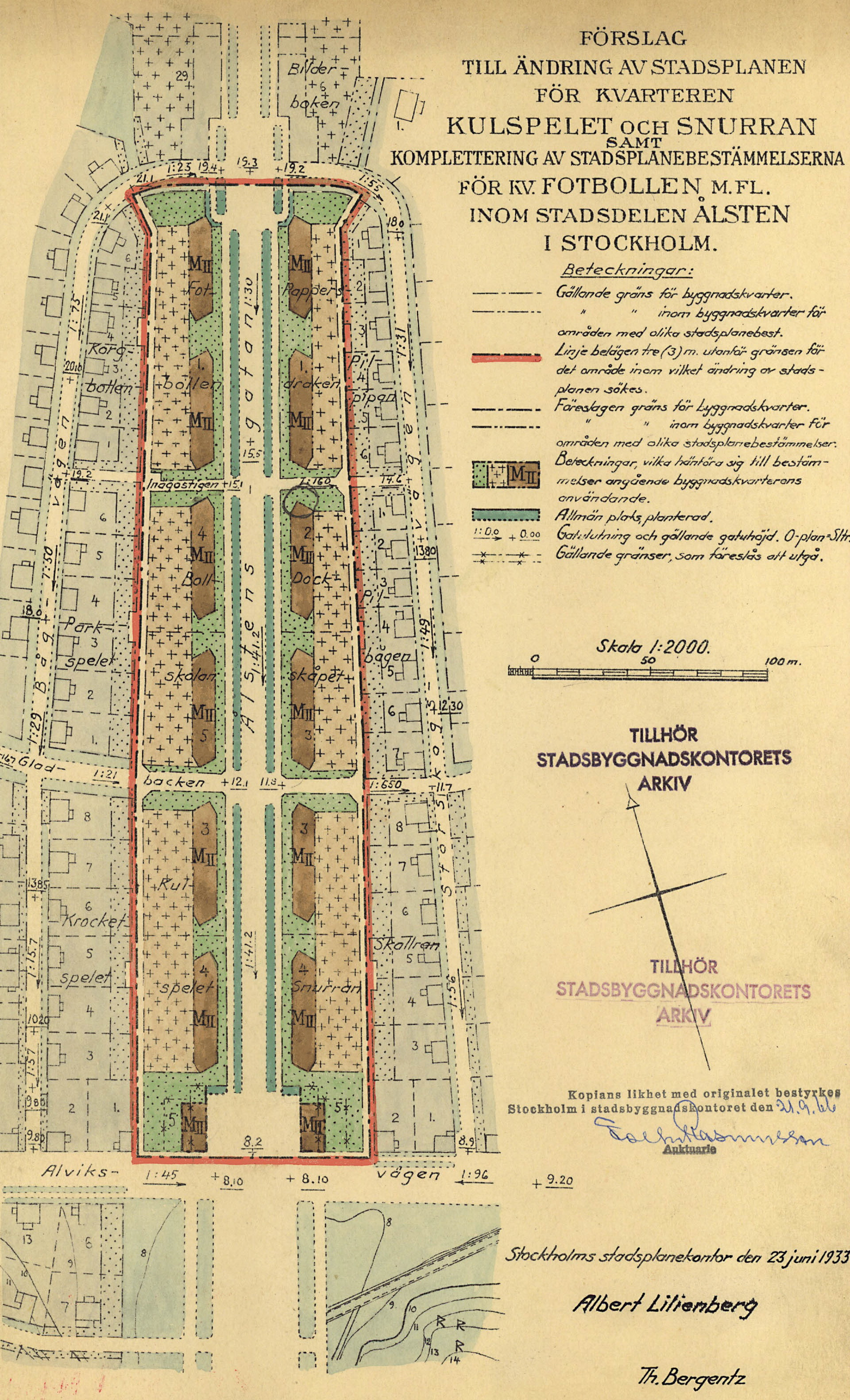
Stadsplan för Ålstensgatan, 1933.

Thure Bergentz var son till Gustaf Carleson Bergentz och Jenny Andersdotter och han gifte sig 1924 med Margareta Brolin, född 1903, dotter till direktör Elof Brolin och Ingeborg Wall.
Thure Bergentz studerade vid Högre Allmänna Läroverket i Linköping samt vid Stockholms samgymnasium, varefter han studerade vidare och fick sin utbildning på Kungliga Tekniska högskolan i Stockholm 1913-1916. Han genomgick utbildning på Konstakademiens arkitekturlinje i Stockholm åren 1918-1920. Han var liksom Albert Lilienberg, starkt influerad av den österrikiske arkitekten Camillo Sittes (1843-1903) stadsplanering, som gjorde slut på tidigare stadsplaneideal där spikraka, långa alléer och esplanader skulle bestämma stadsbilden. Trädgårdsstadens naturanpassade stadsplaner med "det slutna rummet" gällde nu.
Under åren 1916-1920 var Thure Bergentz anställd hos arkitekten och professorn Erik Lallerstedt. 1920-1926 var han arkitekt vid Stockholms stadsplanenämnd. Från 1925 var han tjänstgörande arkitekt utom stat vid Byggnadsstyrelsen. Under åren 1926-1930 var han länsarkitekt i Blekinge län, Kalmar län och Kronobergs län och från 1930 var han arkitekt i Stockholms stads stadsplanekontor. Han var arkitekt för jubileumsutställningen i Karlskrona 1931.

## Verksamhet
Redan i början av 1920-talet kom Bergentz till stadsplanekontoret i Stockholm, där han, sedermera med stadsplanedirektör Albert Lilienberg som chef, stod bakom en mängd stadsplaner för Stockholms nya förorter och villasamhällen. I början av 1920-talet hade han samarbetat med den personliga vännen Axel Dahlberg, fastighetsdirektör i Stockholms stad, vid utformningen av Brommas trädgårdsstäder, ett samarbete som skulle fortsätta under många år framåt. Bergentz stod även bakom stadsplanen för Alvik från 1922. 
1922-1924 ritade Thure Bergentz tjugo standardvillor för byggnationen av villorna i Smedslätten. Dessa typhus var de så kallade IBO-hus, typhusen var prefabricerade hus av standardiserade och monteringsfärdiga material. Det var "AB Träkols monteringsfärdiga Bostadshus enligt AB Industribostäders Patenterade System", som tillverkades av AB Träkol i Vansbro i Dalarna. AB Träkol började producera och sälja systemet 1920 och AB Industribostäder i Stockholm hade konstruerat det patenterade systemet för trähus. På stora områden i Stockholms Trädgårdsstäder fick AB Träkol sina hus uppförda. De hade nära samarbete med Stockholms stad, Fastighetskontorets stadsplaneavdelning och Husbyggnadsavdelningen. År 1922 sammanslöt sig ett trettiotal av stadens tjänstemän i en särskild förening för att genom eget arbete bygga egnahem åt sig i Smedslätten. Självbyggare var ett nytt grepp på 1920-talet.
Thure Bergentz var arkitekt för en villa på Bergviksvägen 37 i stadsdelen Smedslätten i Bromma, som år 1922 byggdes till hans gode vän fastighetsdirektör Axel Dahlberg. Ägare till villan var Axel Dahlberg och han lät själv bygga villan i trä med AB Träkol i Vansbro som entreprenör. AB Träkol var ett sågverk i Vansbro. Försäljningschefen vid AB Träkol, Erik Eriksson, bodde i mitten på 1920-talet på Urbergsvägen 16 i Ålsten i Bromma, och hans hus var ett av de första husen som sattes upp. Villans yta var cirka 110 kvadratmeter och tomtytan 890 kvadratmeter. Huset var på 6 rum, 2 hallar, jungfrukammare och kök. Axel Dahlbergs villa ingick i en grupp av 20 hus som byggdes i Smedslätten av Stockholms stads tjänstemän i Smedslätten, och var det första storbygget av monteringsfärdiga hus, så kallade IBO-hus. IBO-husen från AB Industribostäder var bostadshus, som var prefabricerade och av standardiserade och monteringsfärdigt byggnadsmaterial. Även Forssjö Trävaru AB utanför Katrineholm tillverkade hus enligt det patenterade systemet, System IBO. IBO-systemet och Forssjö visade bland annat hus och modeller på Göteborgsutställningen 1923.Några år senare, år 1926, lyckades Axel Dahlberg övertala kommunens politiker att bifalla hans förslag och självbyggeri av 200 småhus i vardera Olovslund, även den en stadsdel i Bromma, samt i Pungpinan i Skarpnäcks gård. Våren 1927 kom självbyggeriet i Olovslund igång och den nyblivne chefen för Egnahemsbyrån, arkitekt Edvin Engström, ritade några typhusvarianter och Axel Dahlberg ledde verksamheten som arbetschef.
Stadsplaneförslaget för Norra Ängby presenterades 1930 och var signerat av stadsplanedirektören Albert Lilienberg och arkitekt Thure Bergentz, följd av stadsplaner för bland annat Traneberg och Midsommarkransen, Södra Ängby och Västertorp.
Vid utformningen av stadsplanen för Södra Ängby kunde Bergentz tillämpa trädgårdsstadens planidéer fullt ut. I trädgårdsstadens anda kunde gator, vägar och tomter anpassa sig behagligt och mjukt till den kuperade terrängen och en stor del av den befintliga vegetationen, som bestod av hällmarkstallskog, kunde bevaras. För att minimera anläggningskostnaderna för gator och ledningar fick Thure Bergentz, som arbetade under Albert Lilienberg överge det mer renläriga funktionalistiska stadsplaneidealen med ett planverk med räta linjer.

## Tävlingar
- Ordnandet av nedre Norrmalm i Stockholm 1931, 1:a pris, se Norrmalmsregleringen.
- Normaltyper för skolor 1916, 1:a pris.
- Stadsteater i Göteborg 1924, 1:a pris.
- Saltsjöbadstävling 1919, 3:e pris.
- Läroverket i Sundsvall.
- Sjöfartsmuseet i Göteborg.
- Statens historiska museum, Stockholm.
- Stadsplane- och trafiktävling för Nybroplan — Skeppsbron 1931, 1:a pris.
- Tävling för billiga bostäder 1932. Resor: England, Frankrike, Spanien och Marocko 1920-1939.

## Medlemskap
- STF, Svenska Teknologföreningen.
- SAR, Svenska Arkitekters Riksförbund.

## Egna skrifter
- Medarbetade i verket Sveriges kyrkor, 1915-1916.

## Verk i urval
- Uppmätning av kyrkor för Sveriges kyrkor, 1925-1916.
- Stadsplaner för Vaxholm, Örnsköldsvik, Hultsfreds köping, Nybro, Älmhult, Årjäng, Lyckeby, Kalmar m.fl.
- Hus i Stockholm 1926-1943.
- Stora Skuggans skjutbanor, Stockholm. Stora Skuggan är historiskt område i Nationalstadsparken på Norra Djurgården i Stockholm.[6]
- Alviks medborgarhus (Alviks kommunalhus), på Gustavslundsvägen 168 i Alvik, Stockholm. Huset byggdes åren 1939-1940 och invigdes 1941.
- Josephinahemmet på Drachmannsgatan 2 i Blackeberg, Bromma, huset har röd tegelfasad uppfördes 1950-1953.
- Gravkapell, Skogskyrkogården, Ljungby, 1929
- Älmhults kyrkogård, Älmhult invigd1929 (ritningar 1927 - 1928)

## Bilder

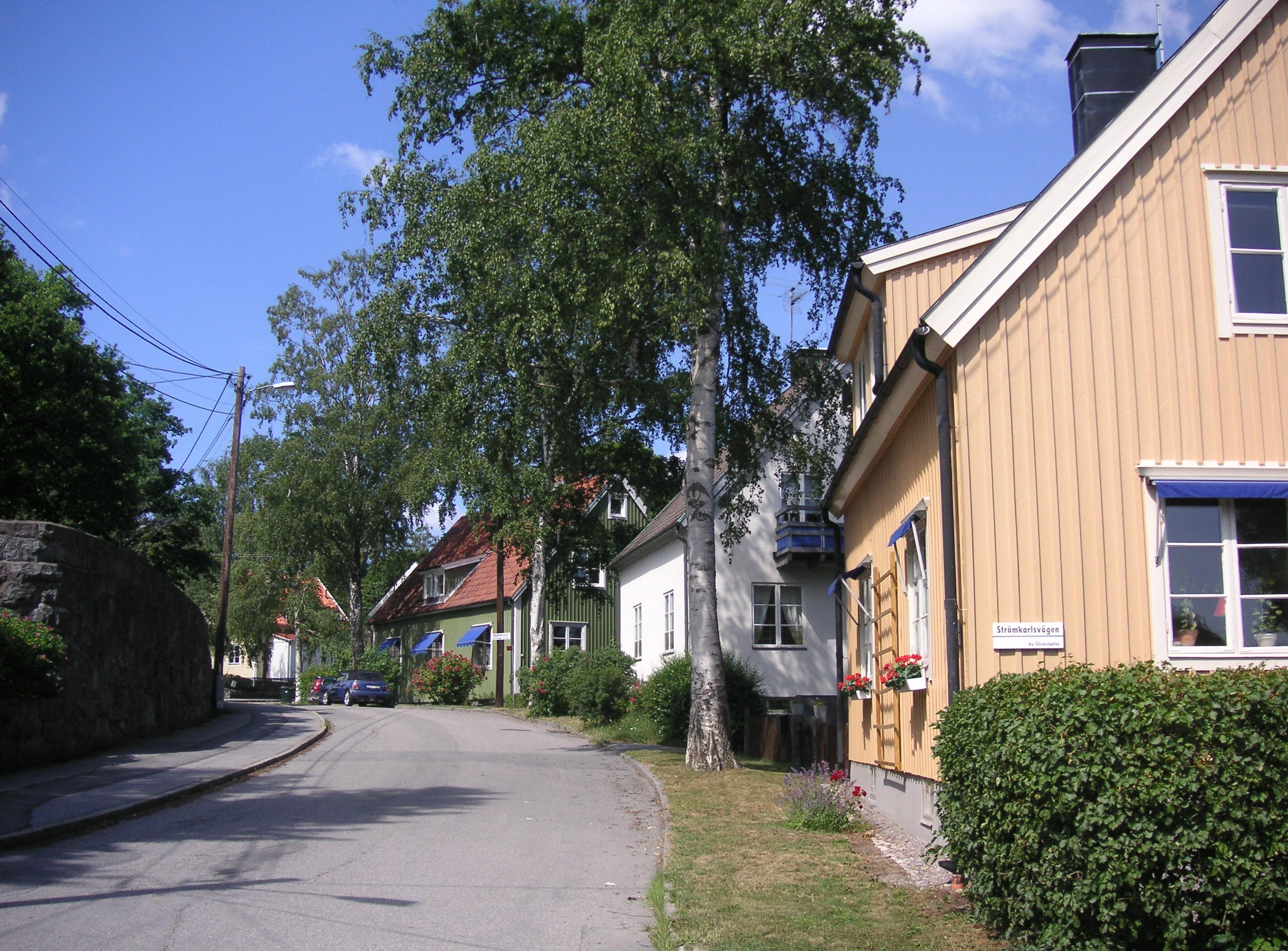
Villor på Bergviksvägen i Smedslätten, Bromma byggdes på 1920-talet.
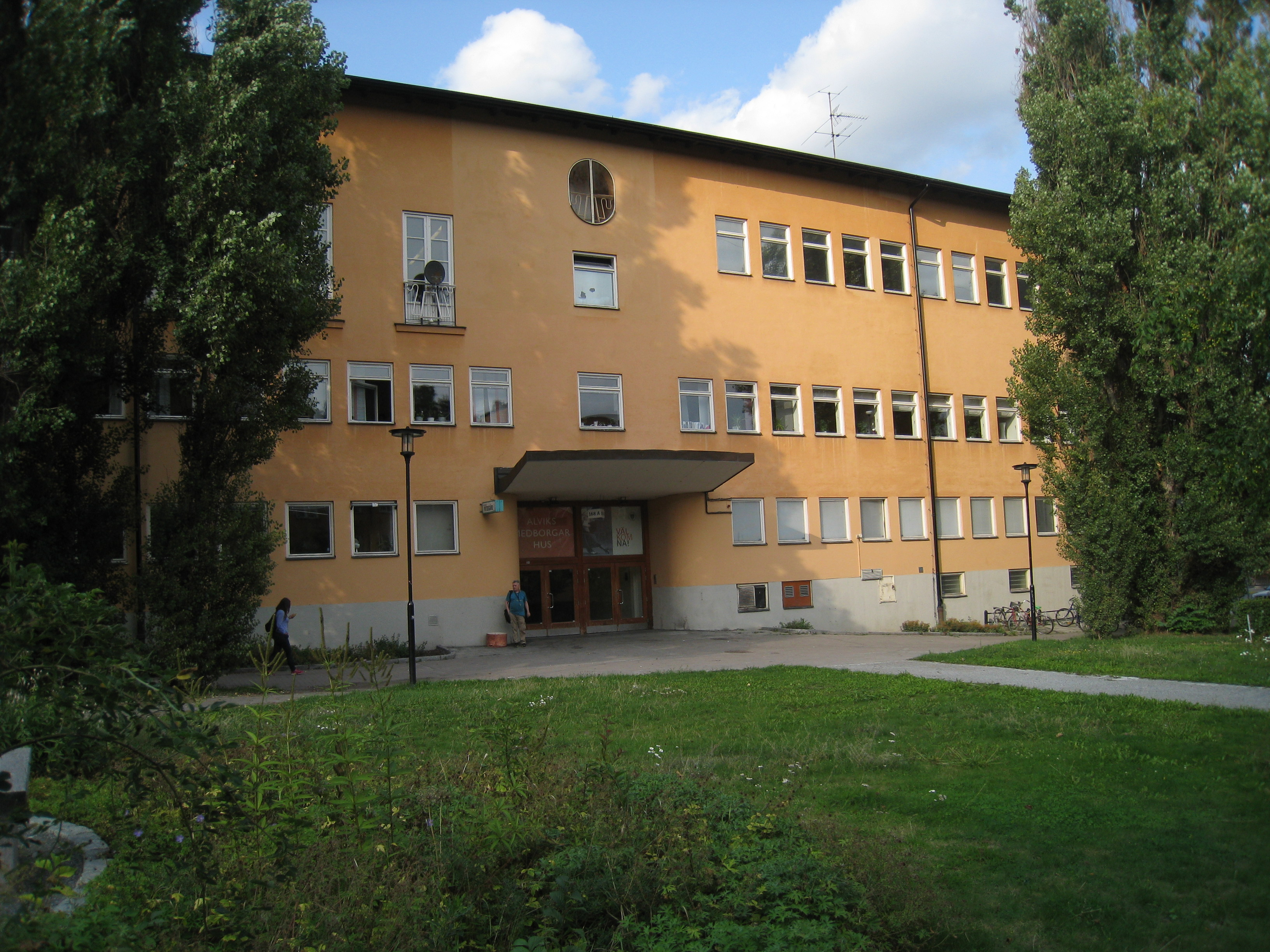
Alviks medborgarhus på Gustavslundsvägen 168 i Alvik, Bromma, invigdes 1941.
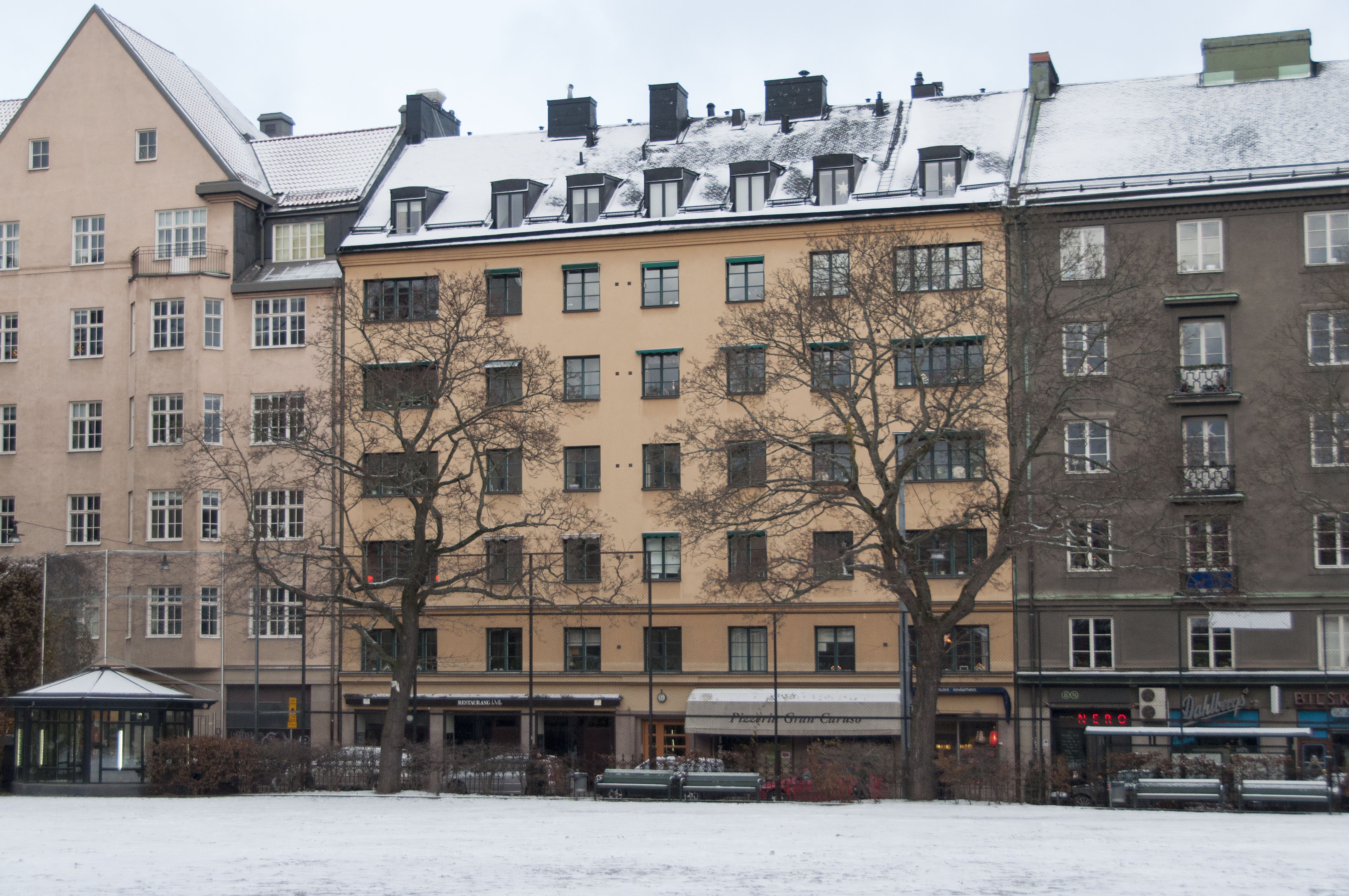
Roslagsgatan 6 i Vasastan, Stockholm.
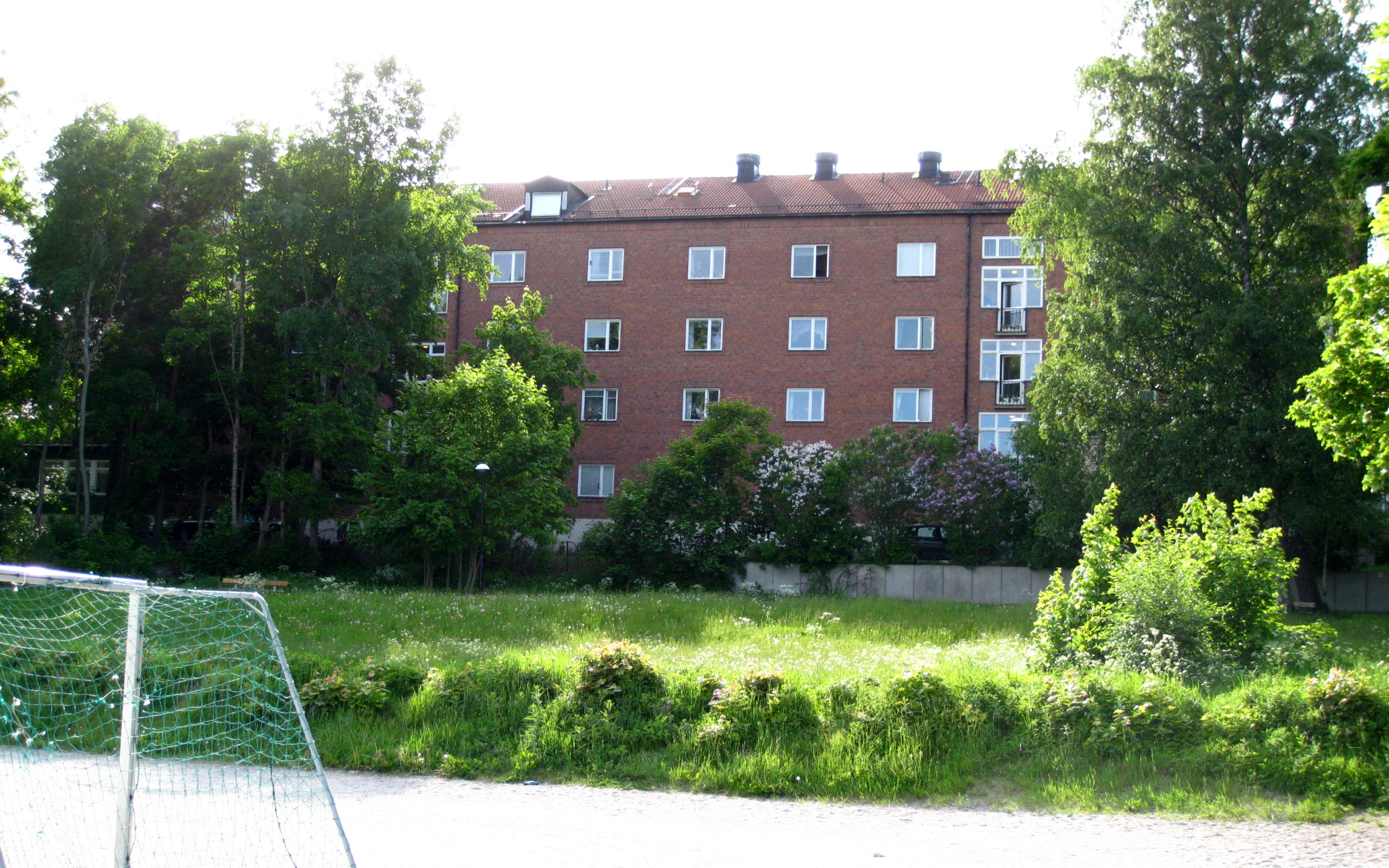
Josephinahemmet på Drachmannsgatan 2 i Blackeberg, Bromma, uppfördes 1950-1953.